# Нежинская и Прилукская епархия
Нежинская и Прилукская епархия — епархия Украинской православной церкви с центром в Нежине, охватывает юго-восточные районы Черниговской области.

## Историческая справка
Нежинским в 1667—1668 годах титуловался епископ Мефодий (Филимонов), посланный в Гетманщину в качестве блюстителя Киевской митрополии от Московского патриархата. После его ареста территория его епархии (если таковая была образована) вошла в состав епархии Черниговской.
Нежинская епархия Украинской православной церкви образована решением Священного синода УПЦ от 31 мая 2007 путём выделения её из состава Черниговской епархии. Епархия объединяет приходы и монастыри на территории Бахмачского, Бобровицкого, Борзнянского, Варвинского, Ичнянского, Коропского, Нежинского, Носовского, Прилукского, Сребнянского и Талалаевского районов Черниговской области.
Решением Священного синода Украинской православной церкви от 18 апреля 2008 был изменён титул правящих архиереев Нежинской епархии с «Нежинский и Батуринский» на «Нежинский и Прилукский».

## Епископы
- Мефодий (Филимонович) (1667—1668)

Нежинское викариатство Черниговской епархии
- Борис (Вик) (4 апреля 1944 — 16 апреля 1945)

Нежинская епархия
- Ириней (Семко) (10 июня 2007 — 23 сентября 2017)
- Амвросий (Поликопа) (23 сентября 2017 — 21 декабря 2017) в/у, митрополит Черниговский и Новгород-Северский
- Климент (Вечеря) (с 21 декабря 2017)

## Структура
На сегодняшний день штат Епархиального управления состоит из:
- Правящего архиерея,
- Секретаря Епархиального управления,
- Главы информационно-просветительского отдела,
- Главы отдела религиозного образования и катехизации,
- Главы отдела по взаимодействию с Вооруженными Силами и другими военными формированиями Украины,
- Главы отдела по взаимодействию с казачеством,
- Главы юридического отдела

## Статистические данные

### Благочиннические округа
- Бахмачский
- Бобровицкий
- Борзнянский
- Варвинский
- Ичнянский
- Коропский
- Нежинский 1-й
- Нежинский 2-й
- Носовский
- Прилукский 1-й
- Прилукский 2-й

### Приходы
Общее количество приходов на 01.01.2018 г. — 242

### Духовенство
- Всего — 200
- Архимандритов — 7
- Игуменов — 3
- Иеромонахов — 9
- Протоиереев — 145
- Иереев — 27
- Протодиаконов — 5
- Дияконов — 3

### Общие сведения о монастырях
- Общее количество монастырей — 5
- Мужских — 2
- Женских — 3
- Общее количество монахов — 67